# Maria Lluïsa Carlota de Borbó
Maria Lluïsa Carlota Juliana Teresa de Borbó i de Borbó-Parma (San Ildefonso, 11 de setembre de 1777 - 2 de juliol de 1782) va ser infanta d'Espanya, segona filla de Carles IV, morta en la infància.
Nascuda al Palau Reial de La Granja de San Ildefonso l'11 de setembre de 1777, va ser la segona filla de Carles IV d'Espanya i de la seva esposa, Maria Lluïsa de Borbó-Parma, quan aquests encara eren prínceps d'Astúries. Amb motiu del naixement la Diputació del regne va demanar assistir a l'anunci del pròxim naixement de la infanta a la cort, mentre que un cop nascuda i va ser presentada amb la presència dels ambaixadors de França i de Nàpols, governades per la mateixa dinastia.
Durant la seva curta vida va tenir dues dides per a la criança, a més d'hostessa, tres dames de cambra i una mossa d'excusat. Malgrat tota la cura que es va tenir amb l'infant, va morir a San Ildefonso el 2 de juliol de 1782, poc abans de complir els cinc anys. El seu cos va ser traslladat al monestir de San Lorenzo de El Escorial el 5 de juliol, i reposa al Panteó d'Infants.